# Sikalot
Sikalot och Mansk är en ö nära Högsar i Nagu,  Finland. Den ligger i Skärgårdshavet i Pargas stad i den ekonomiska regionen  Åboland i landskapet Egentliga Finland, i den sydvästra delen av landet. Ön ligger omkring 2 kilometer sydost om Högsar, 7 kilometer söder om Nagu kyrka, 42 kilometer sydväst om Åbo och omkring 170 kilometer väster om Helsingfors. Närmaste allmänna förbindelse är förbindelsebryggan vid Pärnäs som trafikeras av M/S Eivor och M/S Cheri.
Öns area är 3,7 hektar och dess största längd är 360 meter i öst-västlig riktning. Ön höjer sig omkring 10 meter över havsytan.

## Klimat
Inlandsklimat råder i trakten. Årsmedeltemperaturen i trakten är 6 °C. Den varmaste månaden är augusti, då medeltemperaturen är 17 °C, och den kallaste är januari, med −4 °C.